# Isla de Koror
Isla de Koror (también llamada Oreor) es una isla de Palaos, situada en el Estado de Koror y que constituye donde se encuentra la mayor parte de la ciudad de Koror, la más grande del país y antigua capital de ese estado insular. 
La isla está conectada por puentes a tres islas de los alrededores: 
- Ngerekebesang donde esta Meyuns, la segunda ciudad más grande del país con una población de 1.500 habitantes;
- Malakal en donde esta el puerto de Koror;
- Babeldaob a través del Puente de Koror-Babeldaob, donde esta el aeropuerto Internacional Roman-Tmetuchl y la capital Ngerulmud.